# Lackenberg (Salzkammergut-Berge)
Der Lackenberg ist eine 925 m ü. A. hoher Kuppe bei Mondsee in den Salzkammergut-Bergen Oberösterreichs.

## Lage und Landschaft
Der Berg liegt nördlich des Mondsees im Gebiet der Gemeinde Tiefgraben, direkt nördlich von Mondsee, und südöstlich von Zell am Moos und dem Irrsee (Zellersee). Er ist der nördliche Ausläufer des Mondseebergs, mit dem er über die Passlandschaft Wildmoos (790 m ü. A.) verbunden ist. Unterhalb in der Talung zwischen Mondsee und Zellersee liegen die Ortslagen Weißenstein und Guggenberg, am Südfuß Schlößl, das schon zu Mondsee gehört. Die Nordabdachung läuft in die Haslau.
Der Gipfelbereich ist bewaldet, zum Tal liegen in zwei Stufen etliche kleine Orte, von Mondsee aus Wiesinger, Kaltenhaus, Grub, Hingen und Gausen, und darüber Au an der Hochmoosgegend, Lacken sowie Zellgraben. Gegen Norden liegen die Zell-am-Mooser Orte Lindau, Oberbrandstatt, sowie Sulzberg (noch Tiefgraben), Vormoos, Breitenau, Entersgraben und Harpoint. Zum Hochmoos liegen Neuhäusl, und auf der Ostschulter Wildmoos mit Ebnat.
Im Hochmoos entspringt die Vöckla, deren Oberlauf bis Vöcklamarkt nordwärts geht, ihre Talung bis Harpoint bildet die Grenze zum östlich anschließenden Saurüsselwald, dem Kern der Berggruppe um Mondseeberg und Saurüssel als Teil des Flyschgebiets zwischen Irrsee und Attersee und der Mondseer Flyschberge.

## Name
Bei G.M. Vischer 1667 findet sich für den Berg Hingererhuet, wohl nach der Ortslage Hingen am Fuß zum Zellersee. Der heute namengebende Ort Lacken liegt direkt oberhalb. Dieser Name erscheint als Lacknerberg in der Josephinischen (1.) Landesaufnahme um 1780.

## Geologie, Hydrographie und Naturschutz
Geologisch zählt der Lackenberg zur Flyschzone, er besteht aus Oberkreideflysch, und zwar im Gipfelbereich und hinunter zum Weißenstein Zementmergelserie (Coniacium–Campanium, ca. 90–70 Mio. Jahre alt), nördlich und südlich davon aber Altlengbach-Formation (Maastrichtium–Thanetium, Wende Kreide/Paläozän, 70–50 Mio. Jahre). Diese Verfaltelung ist für die Mondseer Flyschberge typisch und wiederholt sich mehrmals bis zum Alpenrand.
Nordabdachung und Ostschulter sind Randmoränen der Riß-Kaltzeit (um die 200.000 alt), sie liegen auf 800 Meter, also 400 Meter über dem Talgrund. Der Lackenberg ragte zu dieser Zeit als Nunatak aus der Eismasse (gegenüber über dem Wildmoos – bei Bergerfang unterhalb der Hochalm, Kote 838 – liegt eine Mindel-Moräne (vor ca. 400.000 Jahren) auf 850 m, zu jener Zeit könnte der Gipfel wegen des Anstaues auch eisbedeckt gewesen sein).
Der Talhang sind würmzeitliche Schotterablagerungen (100.000–10.000 Jahren), hier liegt eine Zone Randmoränen auf um 700 m, die besonders nach Norden bis in die Haslau und an den Gommersberg–Schoibernberg-Fuß vollständig verfolgbar ist, und unterhalb eine Zone Drumlins (Schotterhügel des Gletschergrunds). Diese Zonen prägen charakteristisch die beiden Etagen der Orte.
Der Mondsee-Zunge des Traungletschers teilte sich am Kolomannsberg gegenüber in eine Thalgauer Zunge und eine Irrsee-Zunge, und der Lackenberg markiert die Stelle, wo dessen Fließrichtung von Nordwest auf Nord gegen Straßwalchen umschwenkte. Dabei ist die Bergflanke und der Talgrund bei Schlößl und Weißenstein Fels, der Gletscher dürfte hier also einen Gesteinsriegel überfahren und darum dahinter den Irrsee ausgeschürft haben. Der Weißenstein markiert bis heute die Passhöhe der Straße von Mondsee nach Zell am Moos, der Verbindungsbach der beiden Seen, die Zellerache, hat sich westlich tiefer eingeschnitten. Hochmoos und Haslau wurden von Nebenzungen geprägt, der Lackenberg spaltete den Gletscher also noch einmal auf, der Wildmoos-Ast reichte bis über Ebnat nordöstlich des Gipfels hinaus, der Gletscher könnte zum rißzeitlichen Höchststand den Lackenberg beinahe vollständig umgangen haben.
Für den Flysch typisch gibt es zahlreiche Gräben und Bäche. Dabei bildet der Lackenberg die Wasserscheide zwischen hier nordwärtsziehender Vöckla und der Ager mit ihren Einzugsgebieten Attersee respektive dem – „verkehrt herum“ – alpeneinwärts ziehenden Mondseegebiet, das den Rückzugsraum des Mondseegletschers darstellt.
An der tiefsten Stelle zwischen dem Lackenberg und dem südöstlich gelegenen Mondseeberg befindet sich das Hochmoor Wildmoos. Dieses mit Latschen bewachsene, weitgehend unberührte Wasserscheiden-Hochmoor steht unter Naturschutz.